# Plessé
 Plessé  es una población y comuna francesa, situada en la región de Países del Loira, departamento de Loira Atlántico, en el distrito de Châteaubriant y cantón de Saint-Nicolas-de-Redon.

## Demografía
| 3683 | 3523 | 3395 | 3436 | 3298 | 3416 |
| Para los censos de 1962 a 1999 la población legal corresponde a la población sin duplicidades (Fuente: INSEE [Consultar]) |      |      |      |      |      |